# Римавска-Собота
Ри́мавска-Со́бота (словац. Rimavská Sobota, нем. Großsteffelsdorf, венг. Rimaszombat, иногда рус. Римавская Суббота) — город в южной Словакии в долине реки Римава в Словацких Рудных горах. Население города — около 24 тыс. человек. Он находится в историческом районе Малохонта.

## История
Римавска-Собота возникла, вероятно, во второй половине XI века как торговое поселение. Город впервые упомянут в 1271 году как владение калочского архиепископа. В 1335 Римавска-Собота получает городские права. В XV веке город начинает интенсивно развиваться.
В 1553 город захватывают турки и он до 1686 становится частью Османской империи. С этой поры в городе Римавска-Собота сохранился турецкий архив.
В XVII веке через город Римавска-Собота несколько раз прошли анти-габсбургские войска Бетлена и Ракоци. В XVIII веке наступает второй расцвет города и он становится административным центром. В 1805 здесь останавливался с армией Кутузов.
В 1919 году город Римавска-Собота захватила Венгерская Красная Армия, в июле город освободила чехословацкая армия.
В 1938 город перешёл к Венгрии. 21.12.1944 город Римавска-Собота освободили советские войска.

## Население
| Год:                | 1994   | 2004    | 2014    | 2024     |
| ------------------- | ------ | ------- | ------- | -------- |
| Количество человек: | 25 341 | 24 520  | 24 268  | 21 175   |
| Разница:            |        | −3,23 % | −1,02 % | −12,74 % |

## Достопримечательности

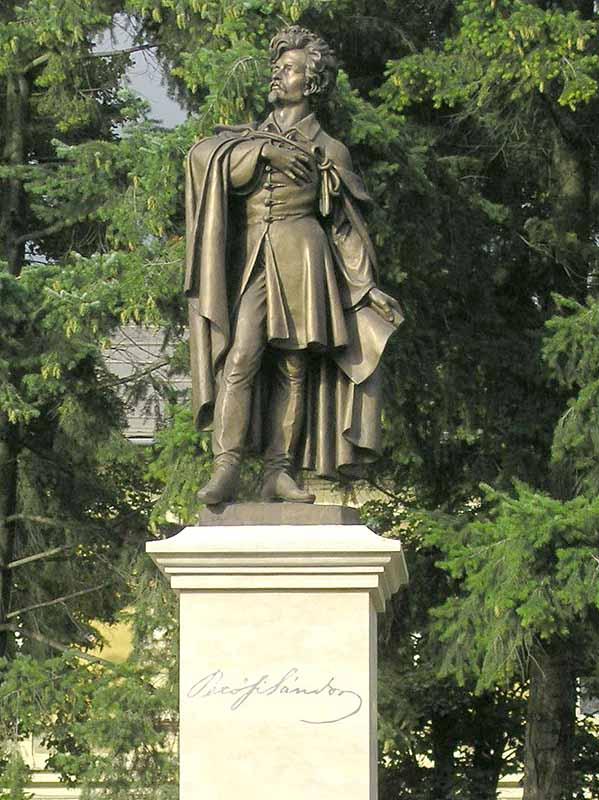
Памятник Петёфи в Римавска-Собота скульптора Миклоша Ижо

- Ансамбль главной площади (XVI век)
- Костёл св. Иоанна Крестителя
- Лютеранская кирха

## Известные уроженцы и жители
- Хатвани, Иштван (1718—1786) — венгерский учёный-энциклопедист, математик.
- Ракуза, Ильма (род. 2 января 1946) — швейцарская писательница, переводчик, литературный критик.
- Томпа, Михай (1817–1868) – венгерский поэт.
- Миклош Ижо (1831—1875)  — венгерский скульптор.